# (33191) Santiagostone
1998 FW43 (asteroide 33191) é um asteroide da cintura principal. Possui uma excentricidade de 0.06932060 e uma inclinação de 9.91710º.
Este asteroide foi descoberto no dia 20 de março de 1998 por LINEAR em Socorro.